# Nobuko Asaka
Pour les articles homonymes, voir Asaka (homonymie).
La princesse Nobuko Asaka (鳩彦王妃允子内親王, Yasuhiko Ōhi Nobuko Naishinnō), née Nobuko, princesse Fumi (富美宮允子内親王, Fumi-no-miya Nobuko Naishinnō), 7 août 1891 – 3 novembre 1933, est le douzième enfant et huitième fille de l'empereur Meiji du Japon et de l'une de ses consorts, dame Sachiko.

## Biographie
Née à Tokyo, son nom d'enfance est Fumi no miya (Princesse Fumi).
Son futur mari, le prince Yasuhiko Asaka, est le huitième fils du prince Kuni Asahiko et de la dame de cour Tsunoda Sugako. Le prince Yasuhiko est aussi demi-frère des princes Naruhiko Higashikuni, Nashimoto Morimasa, Kaya Kuninori et Kuniyoshi Kuni, père de la future impératrice Kōjun, consort de l'empereur Shōwa. Le 10 mars 1906, l'empereur Meiji accorde au prince Yasuhiko le titre Asaka-no-miya et l'autorisation de fonder une nouvelle branche de la famille impériale. Le 6 mai 1909, le prince Asaka épouse la princesse Fumi. Le couple a quatre enfants :
1. Princesse Kikuko Asaka (紀久子?), 12 septembre 1911 – 12 février 1989; épouse le marquis Nabeshima Naoyasu en 1931.
2. Prince Takahiko Asaka (朝香 孚彦?), 8 octobre 1913 – 5 mai 1994; épouse Todo Chikako, cinquième fille du comte Todo Takatsugu. Ils ont deux filles, Fukuko et Minoko et un fils, Tomohiko.
3. Prince Tadahito Asaka (朝香正彦?), 4 janvier 1914 – janvier 1944, renonce à l'appartenance à la famille impériale et fait marquis Otowa, 1936. mort au combat durant la bataille de Kwajalein;
4. Princesse Kiyoko Asaka (湛子?), 2 août 1919 – 1er août 2019 ; épouse le comte Ogyu Yoshiatsu.

Elle meurt le 3 novembre 1933 à l'âge de 42 ans.

## Titres et styles
- 7 août 1891 – 6 mai 1909 : Son Altesse impériale La Princesse Fumi
- 6 mai 1909 – 3 novembre 1933 : Son Altesse impériale La Princesse Asaka

## Honneurs
- Grand Cordon de l'Ordre de la Couronne précieuse

## Source de la traduction
- (en) Cet article est partiellement ou en totalité issu de l’article de Wikipédia en anglais intitulé « Princess Nobuko Asaka » (voir la liste des auteurs).